# Skin (Skin-Album)
Skin ist das 1993 veröffentlichte Debütalbum der gleichnamigen britischen Hardrock-Band Skin. Das von Keith Olsen produzierte Album konnte sich in den Top Ten der britischen Charts platzieren und war damit das erfolgreichste der Gruppe.

## Hintergrund
Der 1992 gegründeten Gruppe Skin, die aus dem Sänger und Gitarristen Neville MacDonald, dem Gitarristen Myke Gray, dem Bassisten Andy Robbins und dem Schlagzeuger Dickie Fliszar bestand, gelang es durch zahlreiche erfolgreiche Clubkonzerte, die Aufmerksamkeit des Iron-Maiden-Managers Rod Smallwood zu erregen, der die Band unter seine Fittiche nahm. Durch eine Empfehlung von Bruce Dickinson, in dessen Tourband Dickie Fliszar zuvor gespielt hatte, wurde Keith Olsen auf die Gruppe aufmerksam und bot an, ihr Debütalbum zu produzieren.
Skin flog nach Los Angeles, wo die Gruppe in Olsens Studio Goodnight L.A. acht Titel aufnahm; drei weitere Titel, die das Album komplettierten, wurden im Metropolis-Studio in London aufgenommen und von Olsens Toningenieur, Shay Baby, produziert. Die in London aufgenommenen Titel waren Money, Colourblind und Tower Of Strength.
Der Veröffentlichung des Albums ging die Herausgabe der The Skin Up EP voraus, die sich zwei Wochen in den UK-Charts behaupten konnte. Außerdem wurden die Lieder Money und House of Love vorab als Singles veröffentlicht. Money erreichte Platz 18 der Single-Charts in Großbritannien.

## Rezeption
Nach dem Erfolg der Single Money konnte sich auch das Album erfolgreich in den Charts behaupten: Es erreichte Platz 9 der Album-Charts und wurde damit zum erfolgreichsten Album der Gruppe.
Das deutsche Magazin Rock Hard schrieb, es könne nicht verwundern, dass die Band „musikalisch in groovigen Hardrockgewässern schippert.“ Mit „Which Are The Tears“ und „Wings Of An Angel“ seien „auch zwei passable 08/15-Balladen am Start, die den Jungs einiges an Radio- und MTV-Airplay einbringen könnten.“ Das Album böte „grundsoliden bis netten, aber gänzlich unspektakulären Hardrock amerikanischer Prägung.“

## Titelliste
1. 3:31 – Money (Gray)
2. 4:49 – Shine Your Light (Gray)
3. 4:10 – House of Love (Gray)
4. 3:50 – Colourblind (Gray)
5. 5:49 – Which Are the Tears (Gray, Meagre)
6. 4:56 – Look But Don’t Touch (Gray, MacDonald)
7. 4:34 – Nightsong (Gray, Meagre, Paris)
8. 3:54 – Tower of Strength (Gray)
9. 5:30 – Revolution (Gray, MacDonald, Held)
10. 4:04 – Raised on Radio (Gray, MacDonald)
11. 4:27 – Wings of an Angel (Gray)